# 花崎雅芳
花崎 雅芳（はなさき まさよし、1961年5月 - ）は、京都府出身の日本の音楽プロデューサー、作詞・作曲家である。

## 経歴
1989年、キティレコード所属の泰英二郎と「ペーパー・ソルジャー／中村あゆみ」を共作し、作曲家としてデビュー。
1990年よりヤマハ音楽振興会にて音楽制作ディレクターとして、森川美穂、伊藤敏博、相馬裕子、谷山浩子他担当。
1997年、ヤマハミュージック香港赴任、制作ディレクター兼作編曲家として「マシュマロ／レスリー・チャン」「好時辰／ジジ・リョン」他制作。
2000年に帰国後、音楽プロデューサーとして国体イメージソング「ガムシャラな風になれ／2009トキメキ新潟国体」他制作。

## 音楽プロデュース

### 主な音楽制作請負
- 2021年〜2024年　YouTube「しまじろう童謡」音楽コーディネート
- 2020年　ゲーム「キューピット・パラサイト」音楽コーディネート
- 2020年　ゲーム「オランピアソワレ」音楽コーディネート
- 2018年　テレビアニメ「しまじろうのわお!」音楽コーディネート
- 2017年　テレビアニメ「ネト充のススメ」音楽コーディネート
- 2017年　SBSラジオ「上田朋子のGoing My West テーマ曲」音楽コーディネート
- 2017年　日本音楽著作権協会「 JASRACについて」音楽コーディネート
- 2016年　鈴木このみ Birthday Live 2016 〜 Cheers !!! 〜（コーラス隊）音楽コーディネート
- 2016年　映画「JUNK (短編映画)」音楽プロデューサー（監督：大塚祐吉・主演：宮川浩明）
- 2015年　映画「罪の余白」音楽プロデューサー（監督：大塚祐吉・主演：内野聖陽）
- 2015年　映画「RED COW」音楽プロデューサー（監督：大塚祐吉・主演：松田優）
- 2014年　銀閃の風（鈴木このみ）音楽コーディネート
- 2014年　テレビアニメ「精霊使いの剣舞」音楽コーディネート
- 2014年　映画「FLARE〜フレア〜」音楽プロデューサー（監督：大塚祐吉・主演：福田麻由子）
- 2013年　映画「ワンネス〜運命引寄せの黄金律〜」音楽プロデューサー（監督：森田健・主演：梅村結衣）
- 2013年　映画「花鳥籠」音楽プロデューサー（監督：ヨリコジュン・主演：森野美咲）
- 2011年　日本体育協会・日本オリンピック委員会創立100周年記念祝賀会・レセプション「エレクトーン演奏コーディネート」
- 2009年　トキメキ新潟国体・トキメキ新潟大会イメージソング発表会イベント制作（07年6月新潟ユニオンプラザ）
- 2009年　トキメキ新潟国体・トキメキ新潟大会イメージソング「ガムシャラな風になれ」制作（オリジナルバージョン、ダンスバージョン）
- 御前崎市「御前崎市歌〜わがまち御前崎」（オリジナルバージョン／ダンスバージョン）
- 石野真子「2006年　クリスマスコンサート〜ストリングス・カルテット」（品川協会）
- 袋井市「袋井市歌〜ここがふるさと」制作＆発表会
- ヤマハ発動機「Our Future, Your Smile」(2005企業PR映画音楽)「It's all for you, Yamaha」（企業応援歌）
- G9+1「東京ファンタジア」(2005アニメ短編)
- TBS「世界不思議発見！」(2005テーマリニューアル版)
- 愛知万博「四季の国日本」
- 三井住友海上「グループ応援歌」
- テレビ朝日「食べちゃえ☆野菜 食べちゃえ☆果物 ～カモン！ファイブ・ア・デイ～」（番組名：プロファイル）
- ジェコス「応援歌」
- 富士通ゼネラル「プラズマディスプレイ」（2004年版　北海道、京都、沖縄編）
- 国土交通省「Yo-koso Japan! ラッセル・クーツと紀州・瀬戸の海」

### 主なディレクションCD
- 「キューピット・パラサイトLosYork DREAM」（音楽：小山ツトム＆カプリチオ・プロジェクト）
- 「オランピアソワレTheme SONGS」（歌：ENA）
- 奥井亜紀「関西風」「トロフィー」「wakaii」「つない手」「伝言」（Digital SG）
- 「Capriccio Music Library Vol.2」（歌：Various Artists）
- 「Capriccio Music Library Vol.1」（音楽：カプリチオ・プロジェクト）
- 平部やよい「煌響」（AL）
- Girly Prime「macaron」（SG）
- 第64回国民体育大会トキメキ新潟国体イメージソング「ガムシャラな風になれ」
- 正進社コーラスフェスティバル「ハレルヤ」「終わりのない海」「君とみた海」「雲の指標」「明日へ」「ここにしか咲かない花」「おおシャンゼリゼ」「忘れないで」「Story」「あいたくて」「生命（いのち）」他（AL）
- 御前崎市歌「わがまち御前崎」（歌：新井直樹／合唱：御前崎市少年少女合唱団）
- 「袋井市歌〜ここがふるさと〜」（歌：唐澤まゆこ）
- かかずゆみ「Soul TWINS」「Duet STARS」（SG）
- ジジ・リョン「Blue Moon」「好時辰」「世界萬歳」「Just You & I」（アジア発売 AL『好時辰』収録曲）
- レスリー・チャン「マシュマロ」（アジア発売 AL『Gift』収録曲）
- 樋口明日嘉「恋愛感覚」「失恋感覚」（アジア発売 SG）
- CHAGE and ASKA「Greatest Hits」「倆角形 Duet Angle 20th anniversary」（アジア発売 AL）
- 中村幸代「The Best of Yukiyo Nakamura」（アジア発売 AL）
- 森川美穂「情熱の瞳」「HALLOW」「solista」「Her-Best」（AL）
- 相馬裕子「愛がおしえてくれたもの」（AL）
- 谷山浩子「天空歌集」（AL）
- 伊藤敏博「祈りはるかに」（SG）「BEST SELECTION 春夏秋冬」（AL）

### 主な楽曲提供
- 樋口明日香「恋愛感覚」
- 笠原弘子「サイレントサマー」（作家名：DAVID H. JOKE）（1992 AL『遠い夏の休日』収録）「風の輪舞曲」（1995 SG『空へ...』C/W）
- 野沢恵「ヒロインじゃ物足りない」「言葉だけぢゃ始まらない」「彼氏が欲しい」（作家名：TAJIO）
- 代表取締役刑事「ゴッド・ノウズ・アイ・ラヴ・ユー」
- 細川直美「誰が知りましょ十五歳の春を」（作家名：TAJIO）（1990 SG『バイバイBOYにしてあげる』C/W）
- 中村あゆみ「ペーパー・ソルジャー」（1989 AL『KIDS BLUE』収録）